# Velké Žernoseky
Obec Velké Žernoseky (německy Groß Tschernosek) se nachází v okrese Litoměřice v Ústeckém kraji přibližně pět kilometrů západně od Litoměřic. Žije v ní 496 obyvatel. Obec leží na pravém břehu Labe v průměrné nadmořské výšce 158 metrů. S obcí Malé Žernoseky na levém břehu obec spojuje osobní přívoz.

## Historie
Na pravěké osídlení osady ukazují četné nálezy všech epoch předhistorických od doby kamenné až k železné. První zmínka o vesnici je uvedena v zakládací listině litoměřické kapituly svatého Štěpána, dané Spytihněvem II. (Zernosech - Sernossiceh terra rusticalis). Písemná zmínka o obci je však až v textu B této listiny z roku 1218. Jméno obce vzniklo ze zaměstnání obyvatelstva – sekání velkých žernovů. Každoročně se zde koná Žernosecké vinobraní.

## Části obce
V letech 1961–1990 k obci patřila Michalovice.

## Obyvatelstvo
|           | 1869 | 1880 | 1890 | 1900 | 1910 | 1921 | 1930 | 1950 | 1961 | 1970 | 1980 | 1991 | 2001 | 2011 |
| --------- | ---- | ---- | ---- | ---- | ---- | ---- | ---- | ---- | ---- | ---- | ---- | ---- | ---- | ---- |
| Obyvatelé | 457  | 439  | 421  | 481  | 633  | 601  | 705  | 581  | 642  | 581  | 546  | 442  | 472  | 473  |
| Domy      | 79   | 86   | 86   | 90   | 97   | 120  | 156  | 165  | 155  | 151  | 149  | 152  | 158  | 159  |

## Pamětihodnosti
- Pozdněgotický kostel svatého Mikuláše z roku 1516[7]
- Zámek Velké Žernoseky ze druhé poloviny sedmnáctého století[8]
- Kovárna
- Soubor čtyř viničních domků
- Žernosecké jezero